# Avio (Trentino)
Avio ist eine italienische Gemeinde (comune) mit 4132 Einwohnern (Stand 31. Dezember 2023) in der autonomen Provinz Trient, Region Trentino-Südtirol.

## Geografie
Avio liegt etwa 40 km südlich von Trient im Vallagarina an der Etsch, wie der untere Abschnitt des Etschtales auch genannt wird. Das Gemeindegebiet grenzt an die Provinz Verona (Venetien). Nachbargemeinden sind die zur Provinz Trient gehörenden Gemeinden Ala und Brentonico sowie die Veroneser Gemeinden Brentino Belluno, Dolcè, Ferrara di Monte Baldo, Malcesine und Sant’Anna d’Alfaedo. Der alte, von engen Gassen durchzogene Ortskern des Ortsteils Sabbionara wird überragt von der Ruine des Castel Sabbionara aus dem 11. Jahrhundert, das im 13. Jahrhundert stark ausgebaut wurde.

## Verwaltungsgliederung
Zur Gemeinde Avio gehören noch die sechs Fraktionen: Borghetto, Mama, Masi, Sabbionara, Vò Destro und Vò Sinistro. Letztere liegt als einzige Fraktion auf orographisch linken Talseite des Etschtales.

## Gemeindepartnerschaft
- Cavriana,  Lombardei

## Wirtschaft und Verkehr
Von wirtschaftlicher Bedeutung ist im Ort vor allem der Weinbau. Avio liegt direkt an der A22, der Brennerautobahn und verfügt über einen Haltepunkt an der Brennerbahn.

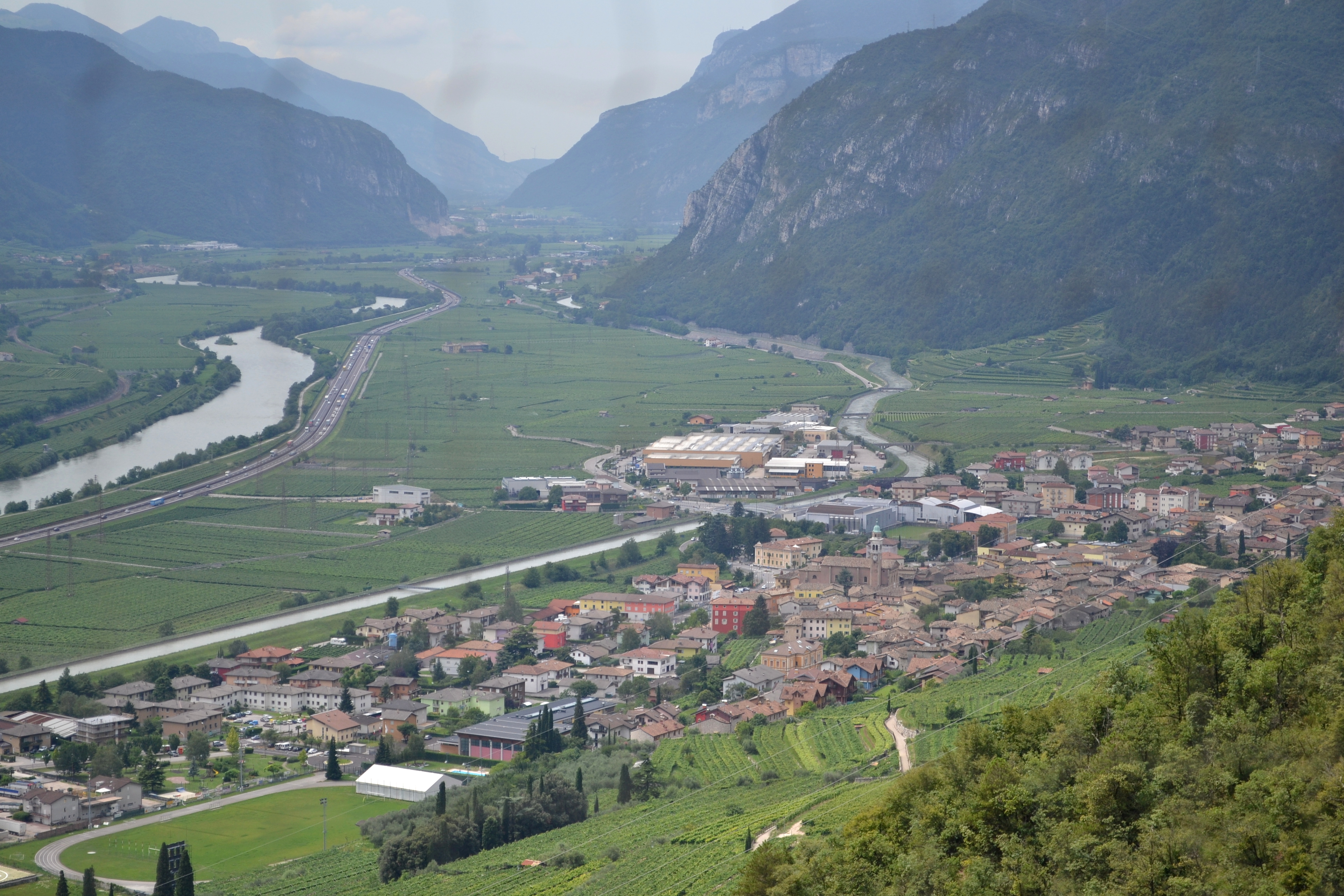
Avio und das südlich angrenzende Vallagarina
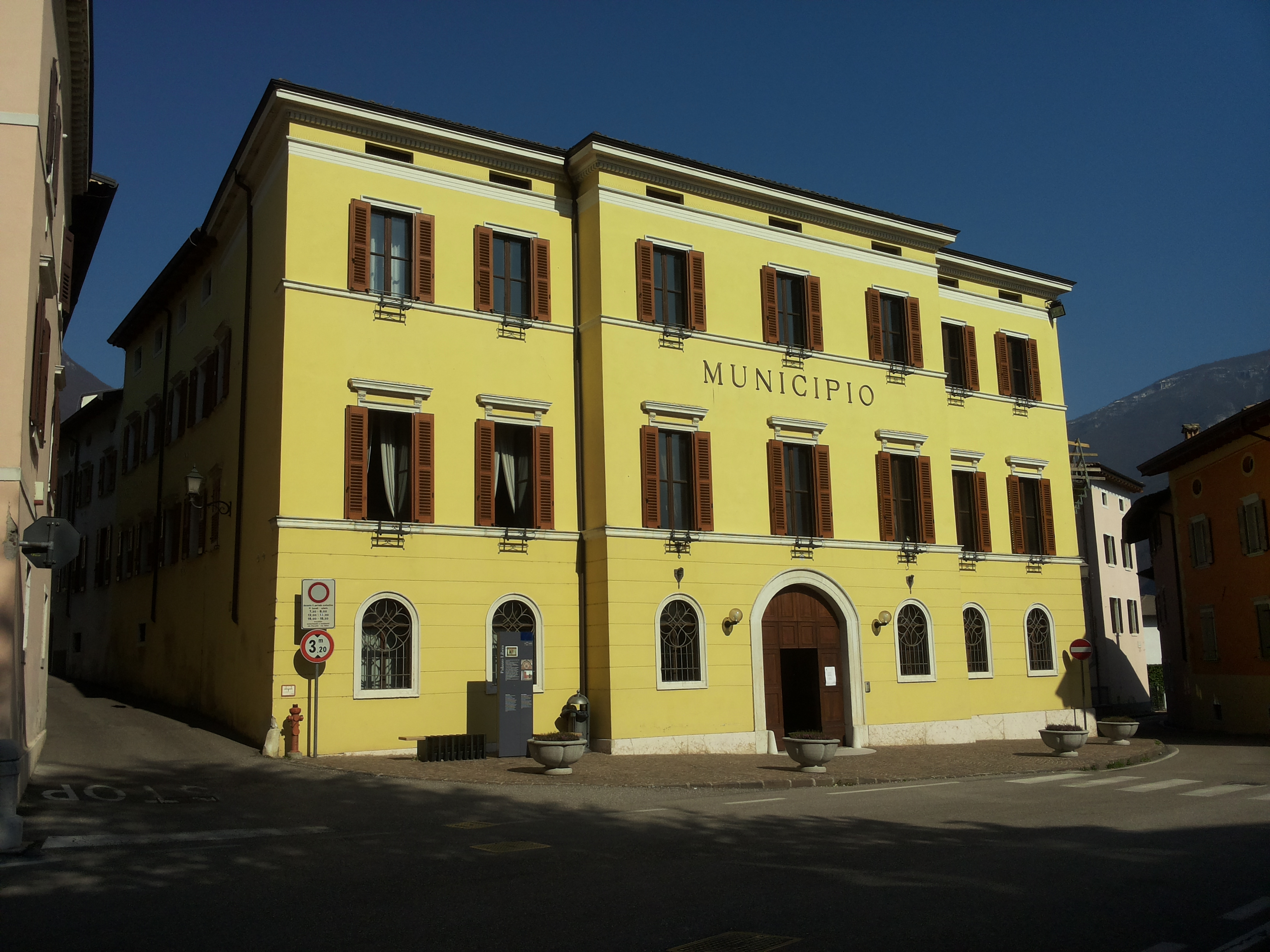
Rathaus
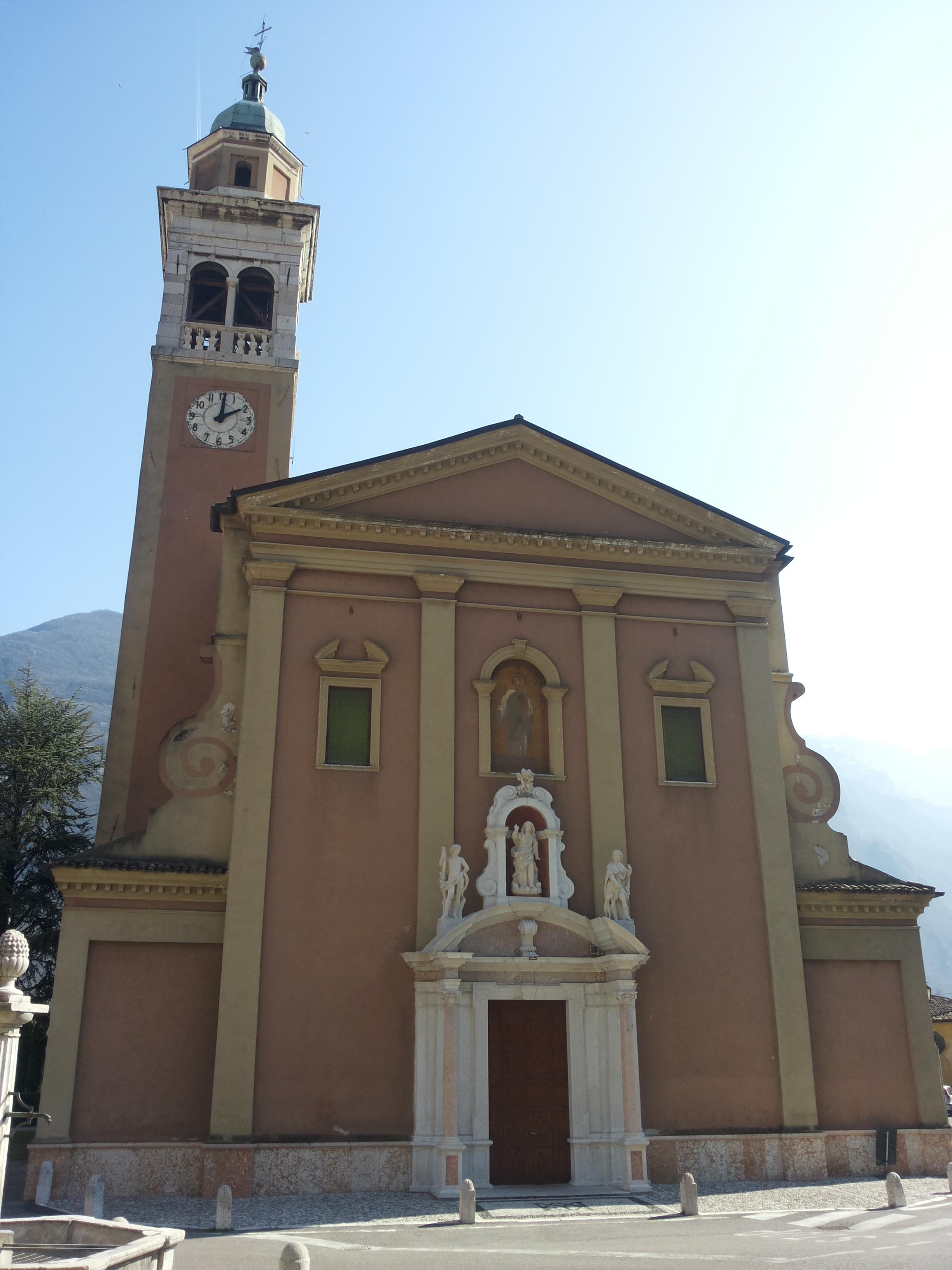
Pfarrkirche Santa Maria Assunta
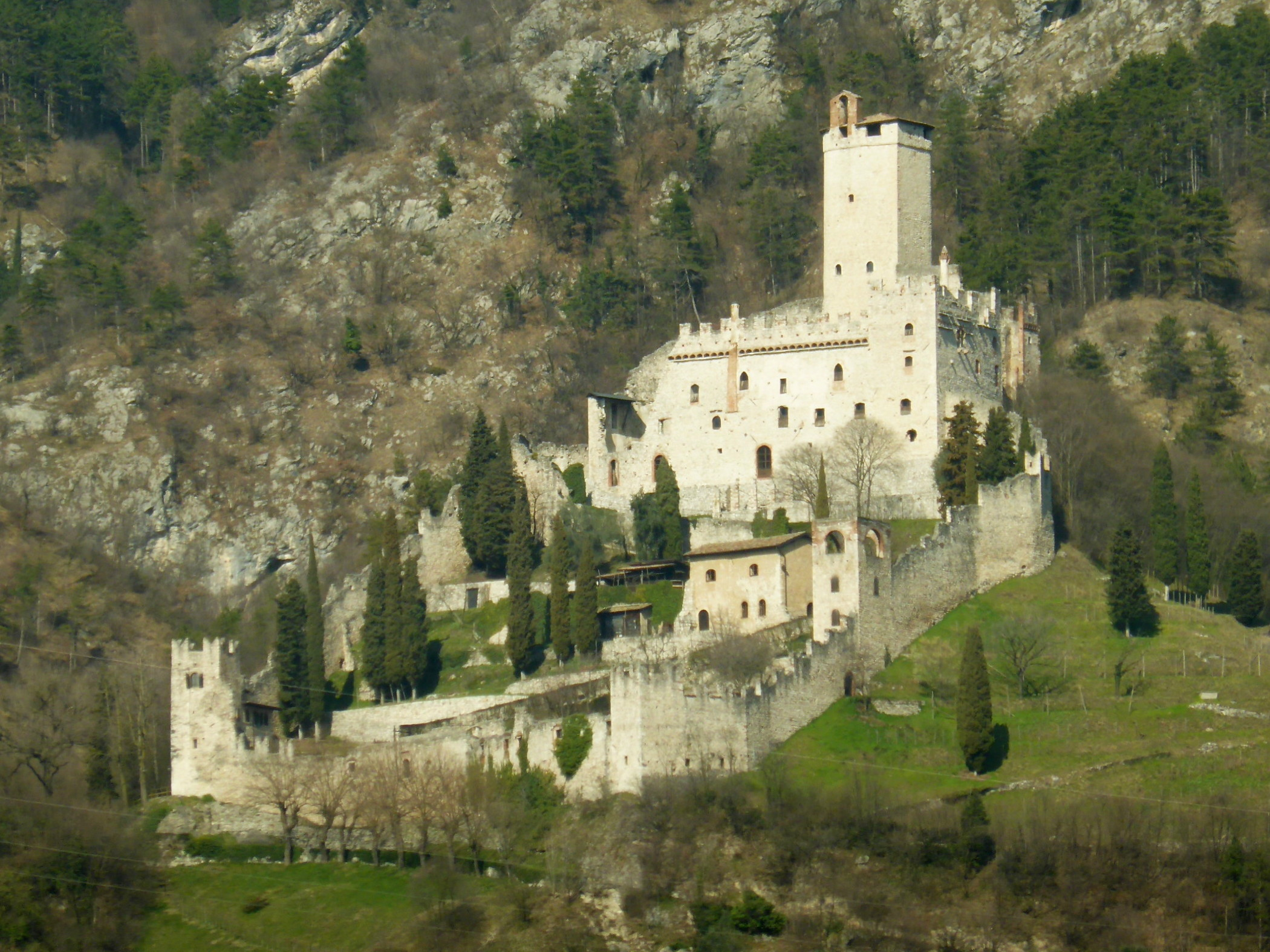
Castel Sabbionara
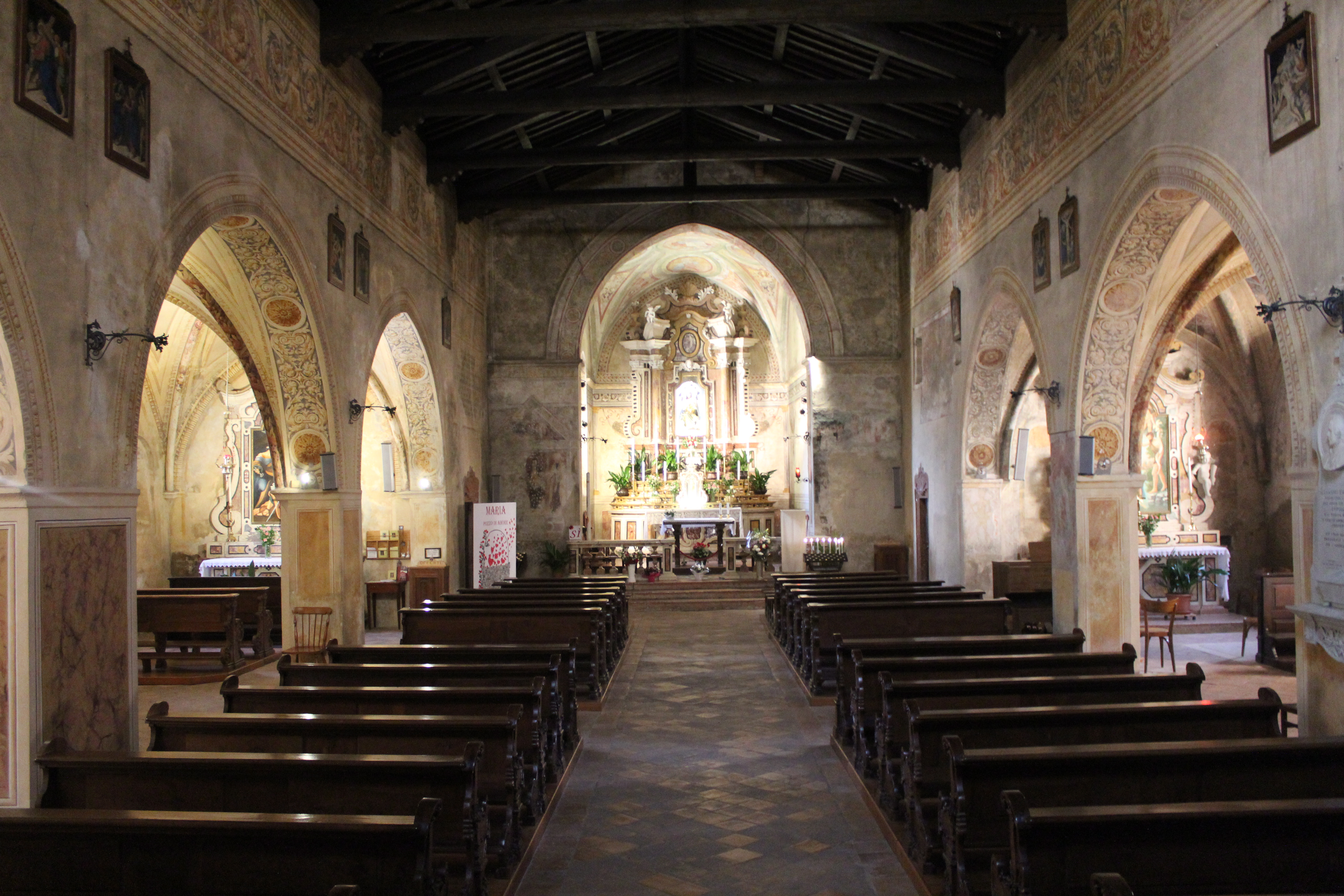
Pieve von Avio